# Annie France
Geneviève Charlotte Hecquet dite Annie France ou Jenny Hecquet, née le 16 février 1915 à Paris 14e et morte le 21 juillet 2012 en Suisse, est une actrice française.

## Biographie
Annie France, après des débuts au cabaret, et au théâtre, débutera au cinéma, par de la figuration, en 1937, dans plusieurs films. Dans les années 1940, elle tiendra de petits rôles secondaires, et des seconds rôles, plus rare. En 1946, elle décidera de ne plus tourner au cinéma, et elle se consacrera dès lors au théâtre, ou elle poursuivra sa carrière de comédienne, au TNP (Théâtre National Populaire), jusqu'aux années 1970.

## Filmographie
- 1937 : Le Chemin de Rio de Robert Siodmak
- 1937 : Vous n'avez rien à déclarer ? de Léo Joannon : une girl
- 1938 : Prison sans barreaux de Léonide Moguy
- 1938 : Carrefour de Curtis Bernhardt : l'entraîneuse
- 1938 : Conflit de Léonide Moguy : Annie-France
- 1939 : Le Paradis de Satan de Félix Gandéra
- 1939 : Fort Dolorès de René Le Hénaff
- 1939 : Mon oncle et mon curé  de Pierre Caron : Reine de Lavalle
- 1939 : La Famille Duraton de Christian Stengel : Nina
- 1940 : Bécassine  de Pierre Caron : Annie de Grand-Air
- 1940 : Moulin rouge  de Yves Mirande et André Hugon : Lulu
- 1941 : Le Club des soupirants  de Maurice Gleize : Édith
- 1941 : Ne bougez plus de Pierre Caron : Geneviève
- 1941 : L'Intrigante  de Émile Couzinet : Yvonne Trochès
- 1943 : Vingt-cinq ans de bonheur de René Jayet : Florence
- 1943 : Mon amour est près de toi  de Richard Pottier : Marie-Lou
- 1946 : Le Dernier Sou de André Cayatte : Jacqueline